# Steinegg (Gemeinde Altenburg)
Steinegg ist ein Ort und eine Katastralgemeinde der Gemeinde Altenburg im Bezirk Horn in Niederösterreich.

## Geografie
Der Ort liegt im Kamptal zwischen Rosenburg und Wegscheid. Die Seehöhe in der Ortsmitte beträgt 302 Meter. Die Fläche der Katastralgemeinde umfasst 2,95 km². Die Einwohnerzahl beläuft sich auf 38 Einwohner (Stand: 1. Jänner 2024).

## Bevölkerungsentwicklung
| Jahr      | 1794 | 1830 | 1869 | 1951 | 1961 | 1971 | 1991 | 2001 |
| --------- | ---- | ---- | ---- | ---- | ---- | ---- | ---- | ---- |
| Einwohner | 106  | 95   | 90   | 56   | 50   | 51   | 46   | 48   |

## Geschichte

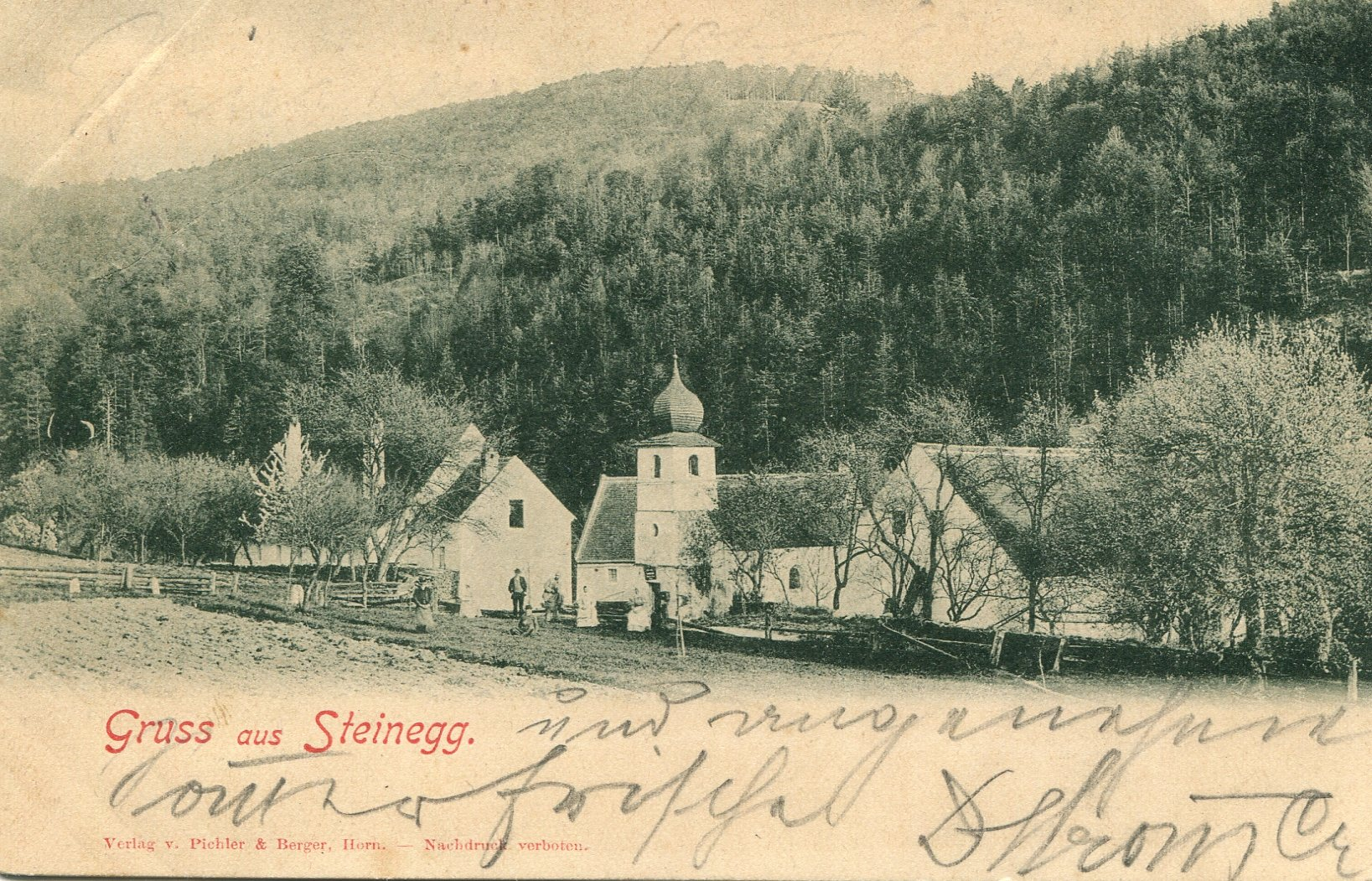
Blick auf Steinegg, Ansichtskarte um 1900.

Der Ort wurde 1210 erstmals urkundlich erwähnt, als ein Kolo von Steinekke die Burg besaß. Im 14. Jahrhundert war sie im Besitz der Herren von Maissau und kam 1428 an Herzog Albrecht V. von Österreich. Wohl noch im gleichen Jahrhundert verfiel sie zur Ruine.

Im ausgehenden 19. Jahrhundert entwickelte sich Steinegg zu einer kleinen Sommerfrische. Laut Adressbuch von Österreich waren im Jahr 1938 Steinegg zwei Gastwirte, ein Gemischtwarenhändler und eine Mühle ansässig. Nach 1945 konnte der Ort nicht mehr an die Zeit der Sommerfrische anschließen. Veränderte Reisegewohnheiten, aber auch der Bau der Kamptal-Stauseen, der zu einem starken Temperaturrückgang des von zahlreichen Badeanstalten gesäumten Kamps führte, entzogen dem Tourismus im Kamptal seine wichtigsten Grundlagen.

## Kultur und Sehenswürdigkeiten
- Ruine Steinegg

Die Ruine ist ausgehend vom ehemaligen Gasthaus zur neuen Welt (Dunkler) über die Landesstraße Richtung St. Leonhard erreichbar. Beim Haus Nr. 13 (ehem. Ruinenwirt) gelangt man rechts über einen Holzsteg und einen kurzen steilen Steig zur Ruine. Erhalten haben sich Reste des Bergfrieds sowie der Hauptburg mit Rundbogenfenstern.

## Wirtschaft und Infrastruktur

### Verkehr
Der Ort liegt an der Landesstraße 8044 von Fuglau nach St. Leonhard am Hornerwald. Der Ort ist nicht an den ÖPNV angeschlossen. Der nächstgelegene Bahnhof der ÖBB ist Rosenburg an der Kamptalbahn.

## Persönlichkeiten
- Anton Erdinger (1829–1917), Theologe und Schriftsteller